# 基輔斯凱 (紹斯特卡區)
基輔斯凱（烏克蘭語：Київське），2023年前名爲莫斯科夫斯凱（烏克蘭語：Московське），是烏克蘭東北部蘇梅州紹斯特卡區绍斯特卡市镇内的村落。處於埃斯曼河右岸，距離格列奇基涅2.5公里，海拔高度155米，2001年人口76。